# Côm Đông Dương
Côm Đông Dương (danh pháp khoa học: Elaeocarpus indochinensis) là một loài thực vật có hoa trong họ Côm. Loài này được Merr. mô tả khoa học đầu tiên năm 1951.